# Cannone di Gauss

Diagramma semplificato di un cannone di Gauss a tre stadi

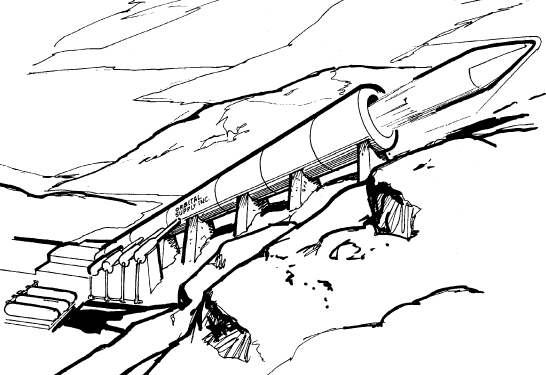
Concetto di un cannone di Gauss che spara un proiettile elettromagnetico in orbita

Il cannone di Gauss, anche conosciuto come coilgun (cannone a bobina o solenoide) o cannone magnetico, è una bocca da fuoco che utilizza l'accelerazione magnetica o elettromagnetica per lanciare a velocità molto elevate proiettili di metallo, grazie ad un motore lineare posto su di un asse comune. Il nome "Gauss" fa riferimento a Carl Friedrich Gauss, colui che ha formulato le descrizioni matematiche dell'effetto magnetico utilizzando acceleratori magnetici.

## Descrizione
I cannoni di Gauss sono generalmente costituiti da una o più bobine disposte lungo una canna, in modo tale che il percorso del proiettile accelerato giaccia lungo l'asse centrale delle bobine. Le bobine sono accese e spente in una precisa sequenza temporizzata, causando tramite forze magnetiche un'accelerazione rapida al proiettile lungo il cilindro. I cannoni di Gauss sono differenti dai railguns ("cannoni a rotaia"), poiché la direzione di accelerazione in railgun è ad angolo retto rispetto all'asse centrale dell'anello di corrente formato dai binari conduttori.
Inoltre, i cannoni a rotaia solitamente richiedono l'uso di contatti striscianti per lasciare passare una grande quantità di corrente elettrica attraverso il proiettile o sabot ma i cannoni di Gauss non richiedono necessariamente contatti striscianti. Mentre il cannone di Gauss può utilizzare proiettili ferromagnetici o anche proiettili a magneti permanenti, la maggior parte dei disegni per le elevate velocità effettivamente incorporano una bobina accoppiata come parte del proiettile.